# Hippodrome de La Glacerie
L'hippodrome de La Glacerie se situe sur la commune de Cherbourg-en-Cotentin, sur la commune déléguée de La Glacerie dans la Manche.

## Histoire
Cherbourg est la société doyenne des courses de trot en France, créée en 1836 et dont le vicomte de Tocqueville fut désigné directeur.
C'est aux abords de Cherbourg, sur les terrains du polygone d'artillerie de la Marine, entre Cherbourg et Tourlaville, sur la grève de Collignon, qu'eurent les premières courses au trot, sur un défi du fonctionnaire des Haras nationaux Éphrem Houël, sous-directeur du Haras national de Saint-Lô, et grâce au mécène Le Magnen, les 25 et 26 septembre 1836,.
Ce n'est que par la suite que sont créés les hippodromes de Caen et de Saint-Lô.
L'hippodrome est inauguré le 27 mai 1990 sous la présidence à la Société des courses de Jean Valognes, André Théron assurant alors les commentaires,.
L'hippodrome est doté d'une piste en sable de 1 200 mètres, corde à gauche. La largeur de la piste est de 24 mètres, de catégorie 1. Ses virages sont relevés à 4 %. La ligne droite mesure 280 mètres. Quatre poteaux de départ sont possibles 2 000 m (départ volté et autostart), 2 550 m (autostart), 2 600 m et 3 200 m.[réf. souhaitée]
L'hippodrome accueille régulièrement une étape du Grand National du trot (en 2000, 2007, 2013, 2019).